# سمادل خلدية
السمادل الخلدية (الاسم العلمي: Ambystomatidae)، فصيلة من ذوات الذيل البرمائية. تضم الفصيلة جنسان، سمندل الخلد، سمندل المحيط الهادي العملاق.